# The Belko Experiment
The Belko Experiment é um filme americano dirigido por Greg McLean e escrito por James Gunn. É estrelado por John Gallagher, Jr., Adria Arjona, Jonh C. McGinley, Melonie Díaz, Josh Brener e Michael Rooker.
O filme foi lançado em 17 de Março de 2017, nos Estados Unidos.

## Sinopse
Tudo corria bem nas Indústrias Belko, mais um dia normal de trabalho. No entanto, tudo muda repentinamente para os funcionários da empresa quando eles descobrem que, na verdade, são cobaias humanas e que terão que seguir as ordens de uma misteriosa voz, que se anuncia apenas através dos alto-falantes instalados no prédio, mesmo que isso signifique matar os colegas de trabalho para sobreviver.

## Elenco
- John Gallagher Jr. - Mike Milchum, um trabalhador das Belko Industries[1]
- Tony Goldwyn - Barry Norris, o COO da Belko ex-soldado das forças especiais[2]
- Adria Arjona - Leandra Florez, assistente de Norris
- John C. McGinley - Wendell Dukes[3]
- Melonie Diaz - Dany Wilkins, um novo contratado da Belko[4]
- Josh Brener - Keith McLure
- David Del Rio - Roberto Jerez
- Stephen Blackehart - Brian Vargas, um intérprete
- Rusty Schwimmer - Peggy Displasia
- Owain Yeoman - Terry Winters
- Michael Rooker - Bud Melks[5]
- Sean Gunn - Marty Espenscheid, trabalhador da cafeteria[6]
- Abraham Benrubi - Chet Valincourt, melhor amigo de Espencheid
- David Dastmalchian - Alonso "Lonny" Crane[6]
- Gail Bean - Leota Hynek[6]
- Valentine Miele - Ross Reynolds, representante de vendas[6]
- Joe Fria - Robert Hickland
- Benjamin Byron Davis - Antonio Fowler
- James Earl - Evan Smith, segurança
- Cindy Better - Lorena Checo
- Kristina Lilley - Victoria Baro
- Maruia Shelton - Agnes Meraz
- Brent Sexton - Vince Agostino, chefe do RH
- Mikaela Hoover - Raziya Memarian, assistente de Agostino
- Lorena Tobar - garota da cafeteria
- Gamal Dillard - executivo retido
- Gregg Henry - A Voz
- Silvia de Dios - Helena Barton